# Liberatus
Liberatus (VI wiek) – łaciński pisarz, diakon z Kartaginy. Wszedł w skład delegacji Rzymu w tzw. sprawie Trzech Dzieł, wysłanej do Konstantynopola w latach 534-535. Przeciwnik papieża Wigiliusza.

## Pisma
W latach 560-566 napisał dzieło pod tytułem Breviarium causae nestorianorum et eutychianorum (Sprawy nestorian i monofizytów w skrócie), w którym przedstawił historię tych herezji aż do roku 553. W swoich teksach używał łacińskiej wersji Henotikonu.